# Friedl Behn-Grund

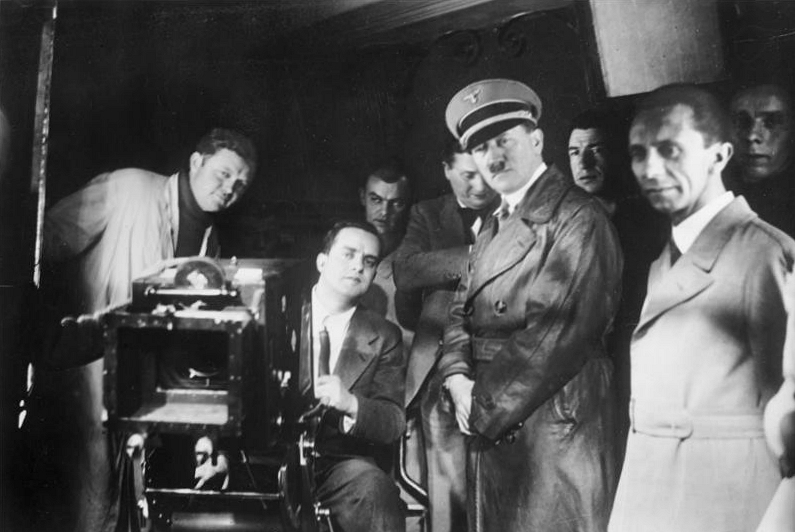
Behn-Grund an einer Debrie Super Parvo während eines Besuches von Adolf Hitler und Joseph Goebbels bei der UFA in den Studios Babelsberg, vor 1940.

Friedl Behn-Grund (* 26. August 1906 als Karl Friedrich Behn in Bad Polzin, Kreis Belgard; † 2. August 1989 in Berlin) war ein deutscher Kameramann.

## Leben
Der Sohn des Theaterintendanten Otto Gottschalk und der Schauspielerin Emmy Behn wuchs bei seiner Mutter an wechselnden Orten in Deutschland auf. 1918 kamen sie nach Berlin; bereits im darauffolgenden Jahr hatte er seinen ersten Filmauftritt als Kinderdarsteller.
1924 nahm er eine Assistententätigkeit beim Ufa-Kameramann Erich Waschneck auf, der ihn als zweiten Kameramann beschäftigte. Waschneck betraute ihn 1925 bei seinem Film Kampf um die Scholle erstmals mit selbständiger Kameraführung. Er nannte ihn im Filmvorspann Friedl und Behn-Grund behielt diese Namensform fortan für alle weiteren Produktionen. Die Namensanfügung Grund hatte er bereits zuvor von einer Liebschaft seiner Mutter übernommen.
1929 drehte er für die Prometheus Film Leo Mittlers Jenseits der Straße. Die zeitgenössische Kritik lobte die realistischen Bilder Behn-Grunds in einem ansonsten melodramatischen Film. Behn-Grund war zu jener Zeit auch für Terra Film und Nero-Film tätig. Bei letzterer kam er auch zum ersten Mal mit dem Tonfilm in Berührung, so in Richard Oswalds Wien, du Stadt der Lieder (1930). Anfang der 1930er Jahre arbeitete er mehrfach mit Oswald.
Von 1936 bis 1945 war Friedl Behn-Grund bei Tobis angestellt. Neben zahlreichen Unterhaltungsfilmen drehte er auch die Propagandafilme Ich klage an und den aufwendigen Katastrophenfilm Titanic. Am letzten Kriegstag wurde er durch eine Granate verletzt und verlor ein Bein.
In den Anfangsjahren der DEFA war er für die Aufnahmen wichtiger Filme wie Wolfgang Staudtes Die Mörder sind unter uns sowie Ehe im Schatten und Der Rat der Götter von Kurt Maetzig verantwortlich. Ab 1950 arbeitete Behn-Grund als freischaffender Kameramann in Westdeutschland, wo er unter anderem Das fliegende Klassenzimmer, Gerhard Lamprechts Erfolgsfilm Meines Vaters Pferde I. Teil Lena und Nicoline und Meines Vaters Pferde II. Teil Seine dritte Frau und die Thomas-Mann-Verfilmungen Buddenbrooks und Bekenntnisse des Hochstaplers Felix Krull fotografierte. Sein letzter Kinofilm entstand 1966, danach war er für das Fernsehen tätig, zuletzt drehte er 1970/71 medizinische Lehrfilme.
Friedl Behn-Grund war seit dem 12. April 1933 mit Babi Mayer-Seebohm verheiratet. Er war Ehrenmitglied des Bundesverbandes Kamera (BVK). 1974 wurde er mit dem Filmband in Gold ausgezeichnet.

## Auszeichnungen
- 1949: Nationalpreis der DDR II. Klasse im Kollektiv für Ehe im Schatten und Die Buntkarierten
- 1950: Nationalpreis der DDR I. Klasse im Kollektiv für Der Rat der Götter
- 1956: Filmband in Silber (Beste Kameraführung) für Ein Mädchen aus Flandern
- 1974: Filmband in Gold für langjähriges und hervorragendes Wirken im deutschen Film
- 1986: Deutscher Kamerapreis, Sonderpreis als Altmeister der Kamera

## Filmografie
- 1919: Der Vampir von St. Louis (Darsteller)
- 1919: Die Geächteten (Darsteller)
- 1919: Liebe, Haß und Geld (Darsteller)
- 1924: Vitus Thavons Generalcoup
- 1925: Kampf um die Scholle
- 1925: Die Straße des Vergessens
- 1926: Mein Freund, der Chauffeur
- 1926: Der Mann im Feuer
- 1926: Die Warenhausprinzessin
- 1927: Brennende Grenze
- 1927: Regine, die Tragödie einer Frau
- 1927: Die Frau mit dem Weltrekord
- 1927: Der Sprung ins Glück
- 1927: Die geheime Macht
- 1928: Vom Täter fehlt jede Spur
- 1928: Die Carmen von St. Pauli
- 1928: Die blaue Maus
- 1928: Skandal in Baden-Baden
- 1928: S.O.S. Schiff in Not
- 1929: Diane
- 1929: Die Schmugglerbraut von Mallorca
- 1929: Der Günstling von Schönbrunn
- 1929: Jenseits der Straße
- 1929: Die Drei um Edith
- 1929: Ehe in Not
- 1929: Die Herrin und ihr Knecht
- 1930: Der Witwenball
- 1930: O Mädchen, mein Mädchen, wie lieb' ich Dich!
- 1930: Der Detektiv des Kaisers
- 1930: Wien, du Stadt der Lieder
- 1930: Zapfenstreich am Rhein
- 1930: Dreyfus
- 1930: Die zärtlichen Verwandten
- 1930: Das alte Lied
- 1930: Der Hampelmann
- 1930: Der Mörder Dimitri Karamasoff
- 1931: Der Liebesarzt
- 1931: Die Faschingsfee
- 1931: Salto Mortale
- 1931: 24 Stunden aus dem Leben einer Frau
- 1931: Jeder fragt nach Erika
- 1931: Luise, Königin von Preußen
- 1932: Der Stolz der 3. Kompanie
- 1932: Peter Voß, der Millionendieb
- 1932: Melodie der Liebe
- 1932: Ich will nicht (Kurzfilm)
- 1932: Die Tänzerin von Sanssouci
- 1932: Acht Mädels im Boot
- 1932: Ich bei Tag und Du bei Nacht
- 1933: Ich und die Kaiserin
- 1933: Hände aus dem Dunkel
- 1933: Die schönen Tage von Aranjuez
- 1933: Des jungen Dessauers große Liebe
- 1933: Der Polizeibericht meldet
- 1934: Mein Herz ruft nach Dir
- 1934: Musik im Blut
- 1934: Der junge Baron Neuhaus
- 1934: Die englische Heirat
- 1934: Petersburger Nächte. Walzer an der Newa
- 1935: Barcarole
- 1935: Ich liebe alle Frauen
- 1935: Liebesleute
- 1936: Donogoo Tonka
- 1936: Flitterwochen
- 1936: Eskapade
- 1936: Der Hochzeitstraum
- 1936: Truxa
- 1937: Sein bester Freund
- 1937: Die göttliche Jette
- 1937: Alarm in Peking
- 1937: Versprich mir nichts!
- 1937: Manege
- 1938: Die kleine und die große Liebe
- 1938: Ich liebe Dich
- 1938: Der Tag nach der Scheidung
- 1938: Napoleon ist an allem schuld
- 1939: Sylvesternacht am Alexanderplatz
- 1939: Robert und Bertram
- 1939: Schneider Wibbel
- 1939: Die goldene Maske
- 1940: Casanova heiratet
- 1940: Was wird hier gespielt?
- 1940: Die 3 Codonas
- 1940: Traummusik
- 1941: Kopf hoch, Johannes!
- 1941: Ohm Krüger
- 1941: Ich klage an
- 1941: Das andere Ich
- 1942: Die Nacht in Venedig
- 1942/44: Philharmoniker
- 1943: Titanic
- 1943: Fritze Bollmann wollte angeln
- 1943: Ich hab' von Dir geträumt
- 1943/47: Jugendliebe
- 1944/50: Die Kreuzlschreiber
- 1944/52: Das Mädchen Juanita
- 1945: Die Jahre vergehen
- 1945: Wir seh’n uns wieder
- 1945: Dr. phil. Döderlein (unvollendet)
- 1946: Die Mörder sind unter uns
- 1947: Razzia
- 1947: Ehe im Schatten
- 1948: Die seltsamen Abenteuer des Herrn Fridolin B.
- 1948: Affaire Blum
- 1949: Die Buntkarierten
- 1949: Begegnung mit Werther
- 1949: Nächte am Nil
- 1950: Die Kreuzlschreiber
- 1950: Der Rat der Götter
- 1950: Skandal in der Botschaft
- 1951: Fünf Mädchen und ein Mann (A Tale of Five Cities)
- 1951: Rausch einer Nacht
- 1951: Begierde (altern.: Die Perlenkette)
- 1951: Was das Herz befiehlt
- 1951: Maria Theresia
- 1952: Die Försterchristel
- 1952: Alraune
- 1952: Karneval in Weiß
- 1952: Die große Versuchung
- 1953: Käpt’n Bay-Bay
- 1953: Einmal keine Sorgen haben
- 1953: Der letzte Walzer
- 1954: Meines Vaters Pferde I. Teil Lena und Nicoline
- 1954: Meines Vaters Pferde II. Teil Seine dritte Frau
- 1954: Morgengrauen
- 1954: Das fliegende Klassenzimmer
- 1954: Der Engel mit dem Flammenschwert
- 1955: Griff nach den Sternen
- 1955: Der Himmel ist nie ausverkauft
- 1955: Geliebte Feindin
- 1955: Vor Gott und den Menschen
- 1956: Nacht der Entscheidung
- 1956: Ein Mädchen aus Flandern
- 1956: Liebe, die den Kopf verliert
- 1956: Ohne Dich wird es Nacht
- 1956: Anastasia, die letzte Zarentochter
- 1956: Stresemann
- 1957: Wie ein Sturmwind
- 1957: Bekenntnisse des Hochstaplers Felix Krull
- 1957: Das einfache Mädchen
- 1957: Der gläserne Turm
- 1957: Der Graf von Luxemburg
- 1958: und abends in die Scala
- 1958: Nachtschwester Ingeborg
- 1958: Ihr 106. Geburtstag
- 1958: Unruhige Nacht
- 1958: Polikuschka
- 1958: Frau im besten Mannesalter
- 1959: Der Mann, der sich verkaufte
- 1959: Die unvollkommene Ehe
- 1959: Buddenbrooks (2 Teile)
- 1960: Als geheilt entlassen
- 1960: Sturm im Wasserglas
- 1960: Die Botschafterin
- 1960: Mit Himbeergeist geht alles besser
- 1961: Das Riesenrad
- 1961: Unter Ausschluß der Öffentlichkeit
- 1961: Es muß nicht immer Kaviar sein
- 1961: Diesmal muß es Kaviar sein
- 1961: Auf Wiedersehen
- 1962: Eheinstitut Aurora
- 1962: Finden Sie, daß Constanze sich richtig verhält?
- 1962: Hochzeitsnacht im Paradies
- 1962: Das schwarz-weiß-rote Himmelbett
- 1962: Die lustige Witwe
- 1963: Ein Alibi zerbricht
- 1963: Schwejks Flegeljahre
- 1964: Heirate mich, Chéri
- 1965: Die Sommerfrische (TV)
- 1965: Die fromme Helene
- 1966: Ganovenehre
- 1966: Gespenster
- 1967: Phädra (TV)